# GTA・スパーノ
GTA・スパーノ (GTA Spano) は、スペインの自動車メーカーであるGTAモータース社が製造・販売予定のスーパーカーである。

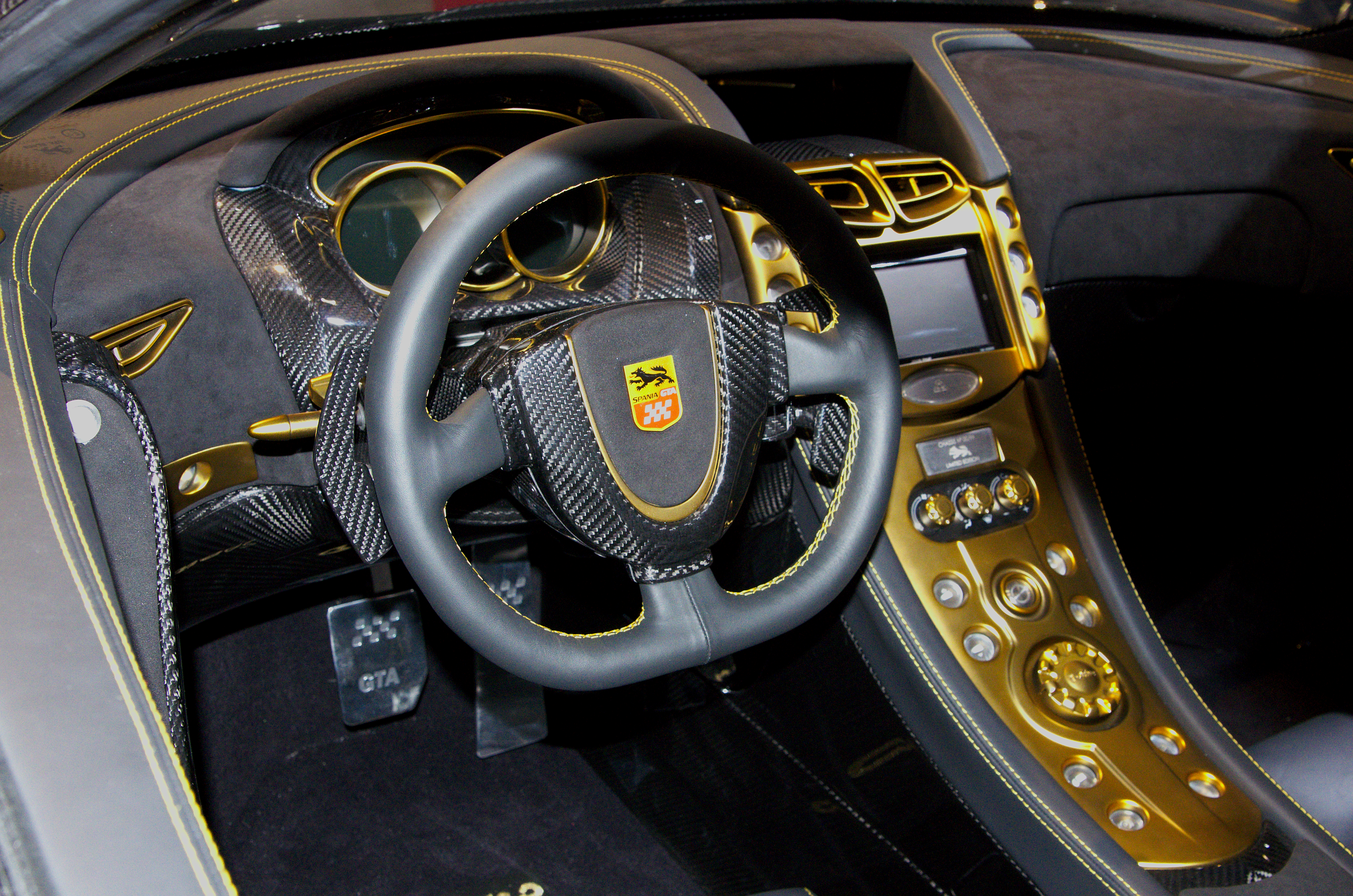
インテリア

## 概要
2009年4月29日に正式発表され、限定99台だけの生産予定。発表当初の最高出力は840psとされていたが、現在のスパーノの公式ウェブサイトでは約938ps (925hp) とされている。ボディは軽量素材で構成され、車重は僅か約1.4tにまで抑えられている。エンジンは7.9L・V10エンジンをスーパーチャージャーで過給した物を搭載し、0 - 100km/h加速は2.9秒、最高速度は350km/h超という驚異的なパフォーマンスを発揮する。これらの数値はラ・フェラーリ、ランボルギーニ・アヴェンタドール、マクラーレン・MP4-12C、パガーニ・ウアイラ、ケーニグセグ・アゲーラ等、2010年代に登場した世界の名立たるスーパーカーに比肩し得る屈指のレベルである。
内装はレザー、カーボン・ファイバーを用いた豪華仕様であり、身長200cmの人でも十分に座れるよう考慮されている。
価格は57万ユーロ (約7,750万円) とされている。